# Кондуктор
Кондукторът е служебно лице, което проверява пътниците за наличие на валидни билети, карти или други документи при пътуване в обществени превозни средства като пътнически влакове и автобуси. При невалидни или липсващи документи за право на пътуване, кондукторът е длъжен да не допусне лицето в нарушение да пътува по-далеч от следващата гара.